# Don Pasquale de' Bisognosi (maschera)
Ma poi sentite come s'è trovato.

S'invaghì d'una donzella

riccia, bionda e grassottella; pareva un fiore

Pasquale ce se messe a fa l'amore.»
Don Pasquale de' Bisognosi e una maschera romanesca della commedia dell'arte.

## Caratteristiche
Don Pasquale, è un celibatario benestante, sciocco e pigro, spesso deriso dalla servitù e dalle fidanzate. Un buon uomo dal carattere molto simile - ma meno scorbutico - a quello del Pantalone veneto, modi all'antica e con una debolezza per i vestiti. Ama incipriarsi il viso e detesta il suo cognome de' Bisognosi, che così poco si addice ad un nobile. Perennemente alla ricerca di innamorarsi e sposarsi, continua a collezionare delusioni in amore. 
La maschera viene rappresentata con una parrucca grigia incipriata e profumata, abiti ricchi, i pantaloni sono stretti al ginocchio e le calzature lucide hanno fibbie di acciaio.

## Citazioni
Oltre all'opera di Gaetano Donizetti, il personaggio di Don Pasquale de' Bisognosi ha ispirato varie commedie scritte in romanesco: La costanza in amore, L'anticamera di Don Pasquale, Il tutore tiranno. Tra le più conosciute La disgraziata luna di miele del Sor Pasquale scritta da Lorenzo Peppi (Pepparello). Nel 1947 Enrico Prampolini realizza una xilografia che rappresenta la maschera, una delle venti tavole contenute nel volume Le maschere romane di Anton Giulio Bragaglia. 